# Поперечка (приток Сетовки)
Поперечка — река в России, протекает по Советскому району Алтайского края. Устье реки находится в 19 км по левому берегу реки Сетовка. Длина реки составляет 20 км.

## Данные водного реестра
По данным государственного водного реестра России относится к Верхнеобскому бассейновому округу, водохозяйственный участок реки — Катунь, речной подбассейн реки — Бия и Катунь. Речной бассейн реки — (Верхняя) Обь до впадения Иртыша.